# اوقور پولات
اوئور پولات (ترکی استانبولی: Uğur Polat؛ زادهٔ ۱ ژانویهٔ ۱۹۶۱) هنرپیشه اهل ترکیه است. او در فیلم پلنگ آناتولی نیز به ایفای نقش پرداخت که از تلویزیون ایران پخش شد. 
از فیلم‌ها یا برنامه‌های تلویزیونی که وی در آن نقش داشته‌است می‌توان به شغال و نابغه اشاره کرد.